# Ève Francis
Ève Francis (20 de agosto de 1886 – 6 de diciembre de 1980) fue una actriz teatral y cinematográfica y ayudante de dirección francesa, aunque de origen belga. Estuvo muy relacionada con el escritor Paul Claudel, y su marido fue el crítico y cineasta Louis Delluc.

## Biografía
Su verdadero nombre era Eva Louise François, y nació en Saint-Josse-ten-Noode, Bélgica. Tras completar su educación secundaria en Bélgica, inició su carrera de actriz y empezó a trabajar en el ambiente teatral de París en 1913. En 1914 conoció al escritor Paul Claudel, que la eligió para hacer el primer papel del estreno en París de su obra L'Otage. Aunque se hicieron unas pocas representaciones, la pieza consiguió buenas críticas de los círculos literarios y artísticos, consiguiendo consolidar la reputación de la actriz. Su duradera asociación con Claudel fue en ocasiones personal, además de artística, y en años posteriores ella decía de él que era la persona más extraordinaria que había conocido y la influencia dominante de su vida. Cuando Claudel escribió Paroles au maréchal, dirigido a Philippe Pétain tras la caída de Francia en 1940, Ève Francis recitó públicamente el poema en Vichy.
En 1913 Ève Francis conoció a Louis Delluc, entonces un joven novelista, poeta y dramaturgo, iniciando una amistad que culminaría con la boda de ambos en enero de 1918. Fue bajo la insistencia de ella que Delluc apartó su aversión por las producciones cinematográficas de la época y, en 1916, se enfocó al nuevo medio, el cual definiría el resto de su carrera como crítico y cineasta.
La carrera como actriz cinematográfica de Francis se desarrollaba en rachas desde 1914, pero en 1918 hizo el primero de varios filmes con Germaine Dulac, quedando firmemente enlazada con los directores de vanguardia que contribuyeron al movimiento que en ocasiones fue llamado Cine Impresionista Francés. Cuando Louis Delluc empezó a dirigir sus propios filmes en 1920, Ève Francis hizo el primer papel en casi todos ellos, incluyendo La Femme de nulle part (1922) y L'Inondation (1924).Uno de sus mayores éxitos llegó con la cinta de Marcel L'Herbier El Dorado (1921), en la cual interpretaba a la bailarina de cabaret Sibilla. Se ha descrito su estilo interpretativo como un equilibrio "entre el manierismo y la pose; en su extremo podría ser visto como un elemento de la arquitectura fílmica".
Aunque en la época de la temprana muerte de Delluc en 1924 su relación personal se había hecho distante, como su viuda Ève Francis se hizo cargo del sustancial legado de los escritos de su marido y supervisó la publicación póstuma de muchos de ellos. Ella redujo mucho sus actuaciones en la pantalla, y en la década de 1930 trabajó de manera regular como ayudante de dirección de Marcel L'Herbier, así como dando conferencias y escribiendo críticas cinematográficas. En los años cincuenta dio su apoyo a la creciente red de sociedades cinematográficas francesas ("cine-clubs"), un proyecto que Louis Delluc había promulgado por vez primera en la década de 1920.
Ève Francis publicó dos libros propios: Temps héroïques: théâtre, cinéma, con prólogo de Paul Claudel, y en el que figura su retrato de Louis Delluc, y Un autre Claudel.
Tras hacer dos últimas actuaciones cinematográficas siendo ya octogenaria, Ève Francis falleció en Neuilly-sur-Seine el 6 de diciembre de 1980. Tenía 94 años de edad. Fue enterrada en el Cementerio de Bagneux (Altos del Sena).

## Filmografía

### Como actriz
- 1914 : La Dame blonde, de Charles Maudru
- 1917 : Un homme passa, de Henri Roussell
- 1918 : Âmes de fou, de Germaine Dulac
- 1918 : Le Bonheur des autres, de Germaine Dulac
- 1918 : Frivolité, de Maurice Landais
- 1919 : La Fête espagnole, de Germaine Dulac
- 1919 : Fumée noire, de Louis Delluc
- 1920 : Le Silence, de Louis Delluc
- 1921 : Fièvre, de Louis Delluc
- 1921 : Le Chemin d'Ernoa, de Louis Delluc
- 1921 : Eldorado, de Marcel l'Herbier
- 1921 : Prométhée banquier, de Marcel l'Herbier
- 1921 : La Femme de nulle part, de Louis Delluc
- 1924 : L'inondation, de Louis Delluc
- 1926 : Antoinette Sabrier, de Germaine Dulac
- 1934 : Le Bonheur, de Marcel l'Herbier
- 1936 : Club de femmes, de Jacques Deval
- 1937 : Forfaiture, de Marcel l'Herbier
- 1938 : La Brigade sauvage, de Marcel l'Herbier
- 1939 : Yamilé sous les cèdres, de Charles d'Espinay
- 1939 : La Mode rêvée, corto de Marcel l'Herbier
- 1940 : La Comédie du bonheur, de Marcel l'Herbier
- 1974 : La Chair de l'orchidée, de Patrice Chéreau
- 1975 : Adieu poulet, de Pierre Granier-Deferre

### Como ayudante de dirección
- 1933 : L'Épervier, de Marcel L'Herbier
- 1934 : Le Bonheur, de Marcel L'Herbier
- 1934 : Le Scandale, de Marcel L'Herbier
- 1935 : Veille d'armes, de Marcel l'Herbier
- 1935 : La Route impériale, de Marcel L'Herbier
- 1936 : La Porte du large, de Marcel L'Herbier
- 1936 : Le Roman d'un spahi, de Michel Bernheim
- 1937 : La Citadelle du silence, de Marcel L'Herbier
- 1937 : Forfaiture, de Marcel L'Herbier
- 1938 : La Brigade sauvage, de Marcel L'Herbier

## Actriz teatral
- 1914 : L'Otage, de Paul Claudel, escenografía de Lugné-Poe, Teatro de l'Œuvre
- 1919 : L'Enfantement du mort, de Marcel L'Herbier, Teatro Édouard VII
- 1920 : L'Homme à la rose, de Henry Bataille, escenografía de André Brulé, Teatro de Paris
- 1922 : Natchalo, de André Salmon y René Saunier, escenografía de Henri Burguet, Teatro Hébertot
- 1928 : Le Renard bleu, de François Herczeg, escenografía de Alexandre Arquillière, Teatro de la Potinière
- 1935 : Le Procès d'Oscar Wilde, de Maurice Rostand, Teatro de l'Œuvre
- 1972 : Le Directeur de l'Opéra, de Jean Anouilh, escenografía del autor y Roland Piétri, Teatro de los Campos Elíseos